# Beilervaart (canal)
Pour les articles homonymes, voir Beilervaart.
Le Beilervaart est un canal néerlandais de la province de Drenthe.
Il relie la localité de Beilen, commune de Midden-Drenthe, au Drentsche Hoofdvaart à Hoogersmilde. La longueur du canal s'élève à un peu plus de 10 km.
Sa construction, en 1791, avait deux objectifs :
- alimenter en eau le Drentsche Hoofdvaart
- procurer aux habitants de Beilen une voie navigable avec Meppel.

Le canal a été amélioré en 1810 et en 1926, la dernière fois dans le cadre d'un projet de l'assistance par le travail. Depuis cette année, le canal est prolongé par le canal Linthorst Homan de l'autre côté de Beilen.
Aujourd'hui, le canal n'est plus utilisé par la navigation professionnelle.

## Source / lien externe
- (nl) Encyclopédie de Drenthe